# Willy DeVille
Willy DeVille, född William Paul Borsey Jr. den 25 augusti 1950 i Stamford i Connecticut, död 6 augusti 2009 i New York i New York, var en amerikansk sångare, låtskrivare och gitarrist.
Willy DeVille turnerade kontinuerligt under sina aktiva år med bandet Mink DeVille (1974–1986) och som soloartist från 1987 fram till sitt insjuknande i hepatit-C och cancer under våren 2009. Vid flera tillfällen besökte han Sverige och spelade bland annat på nattklubben Ritz i Stockholm under 1980-talet, Moderna Museet på 1990-talet och på Berns 2002. Hans sista spelning i Sverige var på Kulturbolaget i Malmö sommaren 2006.
Willy DeVilles musik innefattar ett brett spektrum av genrer, utmärkande var hans naturliga förmåga att få dessa att flyta samman. I en och samma låt kan element från Little Willie John, Elmore James, Wall of Sound och mexikansk musik - samt en rad andra inspirationskällor - ljuda samtidigt. Hans sångstil reflekterade de musiktraditioner han förde vidare och utvecklade, ofta med ett tydligt romantiskt drag. Under början av hans karriär var rösten mest påtagligt influerad av John Hammond Jr. och Thems ledsångare Van Morrison.
Willy DeVille hade under slutet av sin karriär sin mest trogna publik i Tyskland, Schweiz, Frankrike och Nederländerna, där han gjorde många spelningar under 2000-talets första decennium. I Sverige är han främst känd för sina hits "Spanish Stroll" (1977), "Italian Shoes" (1985) och "Hey Joe" (1992), samt för att vara beundrad av flera framgångsrika svenska musiker.

## Bakgrund
I tonåren brukade Willy DeVille åka från hemstaden Stamford, Connecticut till Manhattan för att se de stora blues- och r n'b-artisterna uppträda. Willy DeVille inspirerades tidigt av bland andra John Hammond Jr., James Brown, Johnny Burnette, The Drifters och Dion. I tjugoårsåldern prövade Willy DeVille lyckan på San Franciscos mindre scener utan framgång. Willy DeVille åkte tillbaka till östkusten och gjorde senare valet att flytta till London där musikerna, enligt Willy DeVilles utsaga, var oförstående inför denne man i pompadourfrisyr och smalt skuren tredelad kostym. Willy DeVille läste i någon tidning att musiklivet hade blommat upp i New York igen och flyttade tillbaka.

## Bandet Mink DeVille bildas
CBGB's och andra klubbar i New York där den amerikanska punken växte fram blev Willy DeVilles bas. Hans nya band Mink DeVille brukade dela kväll med band som Television och Blondie. Bandnamnet Mink DeVille uppfanns när medlemmarna funderade kring vad som kunde tänkas vara det bästa tänkbara, och kom fram till att en minkpälsinredd Cadillac DeVille måste vara det ultimata. Debut-LP:n Cabretta släpptes 1977 och musiken är allt annat än typisk för den scen där bandet utvecklades. Den tydligaste gemensamma nämnaren med exempelvis Ramones och Robert Gordon är kärleken till 1950-talet och det tidiga 1960-talet. Cabretta är en säregen blandning av smäktande ballader och rock n' roll, ofta med inslag av bland annat spanska gitarrer och manskör (The Immortals).
Året därpå, 1978, släppte Mink DeVille LP:n Return to Magenta vilken följer samma dynamiska bergochdalbana mellan ballader försedda med dragspel, mandolin och fiol, och taggiga rockdängor. Denna skiva liksom debuten producerades av den stora Mink DeVille-entusiasten och Phil Spector-kollegan Jack Nitzsche ("Willy DeVille är den bäste sångaren jag någonsin har arbetat med"). Dr John bidrar med klaviatur under sitt riktiga namn Mac Rebennack. 
1979 valde Willy DeVille att satsa något bredare och spelade in LP:n Le Chat Bleu. Stråkarrangör är Edith Piafs Jean-Claude Petit, basist och trummis de som backade upp Elvis Presleys 1970-tal. Saxofonen spelas av Phil Spectors favorit Steve Douglas (spelar t.ex. på The Crystals "He's a Rebel"), som också stått för produktionen. Med sig vid ritbordet har Willy DeVille den gode vännen tillika låtskrivaren Doc Pomus. Men denna skiva fann inte heller någon längre hemvist på listorna. Kritikerna tyckte om vad de hörde men skivbolaget Capitol visste inte hur de skulle marknadsföra skivan i USA på grund av dess genreöverskridande stil.

## 1980-talet och bredare publik
Willy DeVille bytte ut sina musiker och gick över till Atlantic Records med LP:n Coup de Grâce 1981. Istället för den allra råaste formen av New York-rock möter vi musik som tagit ett par steg mot mittfåran. Betoningen ligger på Tommy Prices trummor och Louis Cortelezzis saxofoner. Trots detta finns allt det andra i Willy DeVilles idévärld närvarande: en tidig James Browns utlevelse, Arthur Alexanders soul, Edith Piafs outsinliga sökande efter kärlek - men hela tiden är det omisskännligt Willy DeVilles eget verk.
1980-talet ska visa sig vara något mer välkomnande för Willy DeVille och hans musikaliska vision. För just det som ofta förknippas med 80-talet är ju till stora delar Willy DeVilles signum: skärningspunkten mellan "svart" och "vitt", 1950-talsnostalgins sammanträde med de digitala instrumentens möjligheter, färgglada installationer blandade med svartvitt allvar. 1983 års LP Where Angels Fear To Tread är en av få Mink DeVille-skivor som kan sägas vara tidstypisk. Salsa, zydeco och rockmusik är här sammansmälta och genererar sammantaget en låt som fortfarande dyker upp på latinsamlingar, singeln Demasiado Corazon. Mink DeVilles största manifestation av 80-talets ljudbild och estetik torde dock vara LP:n Sportin' Life från 1985. Willy DeVilles röst paras här upp av Muscle Shoals-trummisen Roger Hawkins och Doc Pomus låtskrivarinspiration; låtarna är calypso, hårdrock och logdans om vartannat.
En ny riktning tog vid, Willy DeVille skrotade bandnamnet och gjorde 1987 års LP Miracle under eget namn. Bland musikerna märks Mark Knopfler, countrygitarristen Chet Atkins och trummisen Jeff Porcaro. Mark Knopfler producerade och resultatet är ett radiovänligt, solitt och vuxet sound. Bland höjdpunkterna finns en tolkning av Van Morrisons "Could You Would You". Låtarna är tydligt präglade av Dire Straits-gitarristen och tidens preferenser, men innehåller en handfull starka originallåtar, "Storybook Love", som också användes till filmen The Princess Bride, nominerades till en Oscar för Best Original Song.

## 1990-talet - mer roots och mindre pop
Willy DeVilles musikaliska förändringar fortsatte under det sena 1980-talet och gick mot en djupare ljudbild med ännu mera cajun, mandoliner och tvättbrädor. Från att under 1970- och 80-talet ha varit sinnebilden för den svartklädde Manhattanhipstern växte under 1990-talet en påtaglig värme fram i Willy DeVilles musik. En värme, i kontrast till droganvändningen, som tydligt visar hans livslånga passion och relation till sin allra trognaste partner: musiken.
Så en varm sommar 1990 samlade Willy DeVille några bekanta och spelade in New Orleans-hyllningen Victory Mixture (LP). Allen Toussaint, Dr John, Earl King, Eddie Bo med flera bidrar till inspelningen av en rad soulklassiker från New Orleans. Produktionen är enkel men skivan är ett återkommande favorittema i intervjuerna med Willy DeVille.
Entusiasmen från detta lyckade projekt tog Willy DeVille med sig i sina övriga 90-talsutgivningar. Näst på tur stod Backstreets of Desire (CD, 1992), innehållandes folkmusik ("Lonely Hunter"), en politiskt färgad Johnny Thunders-runa ("Chemical Warfare") och fullskalig mariachi i "Hey Joe" med orkestern Los Camperos de Nati Cano. Bland övriga musiker märks bland andra David Hidalgo från Los Lobos, Dr John och Zachary Richard. Willy DeVille åkte ut på turné med New Orleans-bandet The Wild Magnolias och sedan med sitt ordinarie band där bland andra Louis Cortelezzi, Freddy Koëlla och David Keyes ingick. Delar av den hamnade på skiva (Live-CD 1993) och låg länge högt på spanska albumlistan under 1993, förmodligen tack vare en dittills oöverträffad version av "Demasiado Corazon". 1995 hörde voodoohymner och påkostad FM-country i Loup Garou (CD) med Brenda Lee som gästartist.
Förlusten av Lisa, Willy DeVilles dåvarande fru och "amore della mia vita" och avskedet till heroinet är temat för 1999 års CD Horse of a Different Color. Ljudbilden är genomarbetad americana och vi bjuds på nytt material och tolkningar av klassiker som "Across the Borderline" och "Needles and Pins" med uppbackning av bland andra Roger Hawkins, Jim Dickinson och Spooner Oldham. Vandrarens sista önskan besjungs i "Lay Me Down Easy", kärleken som metafor för heroinsuget i "(Don't Want You) Hanging Around My Door" och den svunna kärleken i "Time To Time".

## 2000-talet - från barsångare till indian
2000-talet såg Willy DeVille göra ännu en återgång till New Orleans och evergreens med Acoustic Trio Live in Berlin från 2002 (dubbel-CD). Kärleken till det mexikanska (och de flesta av Willy DeVilles otaliga andra influenser) visades upp med tydlighet på CD:n Crow Jane Alley från 2004, titelspåret tillägnat den bortgångne själsfränden Jack Nitzsche. Att Willy DeVille aldrig väjde ens för de brutalaste skildringarna framgår i låten "Downside of Town" där han bokstavligen redogör för när han skar av repet som hans tidigare hustru Lisa DeVille, född Leggett, hängt sig i. På fettisdagen 2008 släppte Willy DeVille CD:n Pistola som fungerar som en sammanfattning av Willy DeVilles musikaliska värld: tungt bullrande rock n' roll, stompig funk, country, Mardi Gras-musik, deltablues, romantiska ballader och stråkar. På sista spåret, "Mountains of Manhattan", är Willy DeVille Manhattans siste mohikan med träflöjten ylandes under någon bro.
Willy DeVille avled den 6 augusti 2009 i New York efter ett par månader med cancer i bukspottskörteln. Han lämnade efter sig hustrun Nina DeVille (dotter till Sture Lagerwall) och sonen Sean Borsey (f. 1970) från sitt första äktenskap med Toots DeVille (1950-2004), född Susan Berle.

## Diskografi

### Studioalbum med Mink DeVille
- Cabretta (i Europa) / Mink DeVille (i USA) (1977)
- Return to Magenta (1978)
- Le Chat Bleu (1979)
- Coup de Grâce (1981)
- Where Angels Fear To Tread (1983)
- Sportin' Life (1985)

### Studioalbum som Willy DeVille
- Miracle (1987)
- Victory Mixture (1990)
- Backstreets of Desire (1992)
- Big Easy Fantasy (1995)
- Loup Garou (1995)
- Horse of a Different Color (1999)
- Acoustic Trio Live in Berlin (2002)
- Crow Jane Alley (2004)
- Pistola (2008)